# Bahnhof Dreieich-Buchschlag
Der Bahnhof Dreieich-Buchschlag ist ein Bahnhof in Buchschlag, einem Stadtteil von Dreieich in Hessen. Er liegt an der Bahnstrecke Frankfurt am Main–Heidelberg, von der hier die Dreieichbahn abzweigt.

## Geschichte
Am 15. Oktober 1876 wurde an der Main-Neckar-Bahn in der Waldgemarkung Mitteldick eine Personenhaltestelle für Sprendlingen eingerichtet. Nachdem im Jahr zuvor die Eisenbahnstraße angelegt worden war, wurde 1879 das Empfangsgebäude eingeweiht. Bis dahin dienten zwei ausrangierte Waggons als Dienstraum und Wartesaal. Ab dem 1. Juni 1880 konnte hier auch Güterverkehr abgefertigt werden.
Zum 1. April 1905 ging die hier abzweigende Dreieichbahn in Betrieb. Dafür erhielt der Bahnhof eine neue Signalanlage. Einen Teil seiner Verkehrsfunktionen übernahm nun der neue Bahnhof Sprendlingen-Ort (heute: Dreieich-Sprendlingen) und der Eil- und Stückgutverkehr in (Buchschlag-)Sprendlingen wurde eingestellt.
Zum 1. Mai 1908, kurz nach der Entstehung der Villenkolonie Buchschlag, wurde der Bahnhof – bisher: Sprendlingen M. N. B. – in Sprendlingen-Buchschlag umbenannt, ab  dem 1. Oktober 1927 trug er die Bezeichnung Buchschlag-Sprendlingen, die noch heute an der Südseite des ehemaligen Empfangsgebäudes zu lesen ist. 1971 gab die Deutsche Bundesbahn die Nutzung des Empfangsgebäudes auf.
Anfang des 20. Jahrhunderts begann in Bahnhofsnähe die Waldbahn nach Klaraberg.
Beim Bau der S-Bahnstrecke von Frankfurt nach Darmstadt (eröffnet 1997) und der etwa zeitgleich stattfindenden Modernisierung der Dreieichbahn wurde der Bahnhof umgebaut. Es gibt seither nur noch Bahnsteige für die S-Bahn und für die Regionalzüge der Dreieichbahn. Regionalzüge, die auf der Strecke Frankfurt–Darmstadt verkehren, halten hier nicht mehr. Seit dem 23. Mai 1998 trägt der Bahnhof die heutige Bezeichnung Dreieich-Buchschlag.
Zukünftig soll der Bahnhof Endpunkt einer Linie der Regionaltangente West (RTW) werden. Am 28. Januar 2022 wurde der Planfeststellungsbeschluss für den Abschnitt Süd 1, der den Ast nach Buchschlag umfasst, erteilt. Gemäß dieser Planung soll auf der Ostseite des Bahnhofes  ein neuer Außenbahnsteig für die Züge der RTW entstehen.

## Infrastruktur

### Gleisseitig

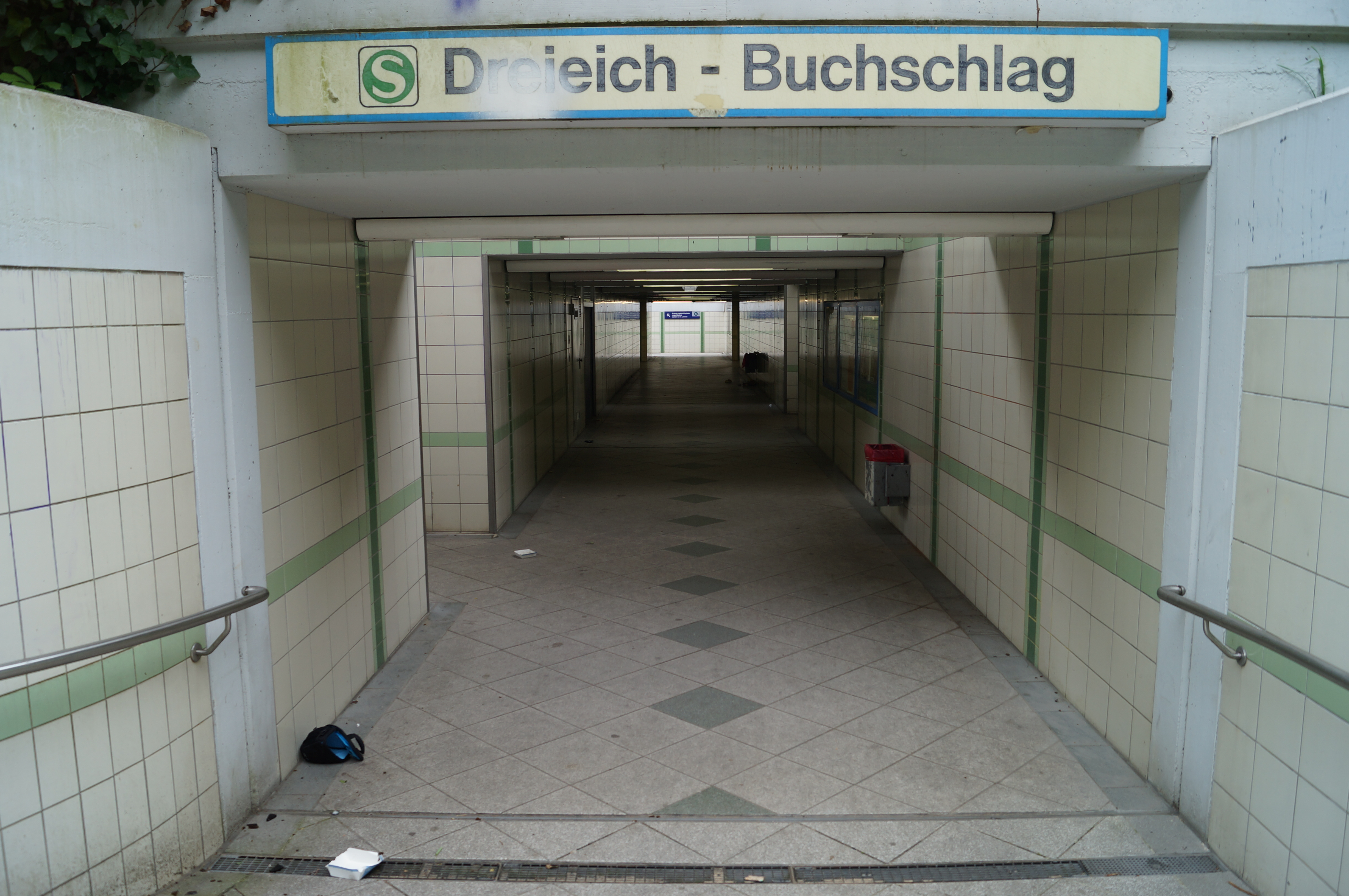
Haupteingang zum Bahnhof Dreieich-Buchschlag

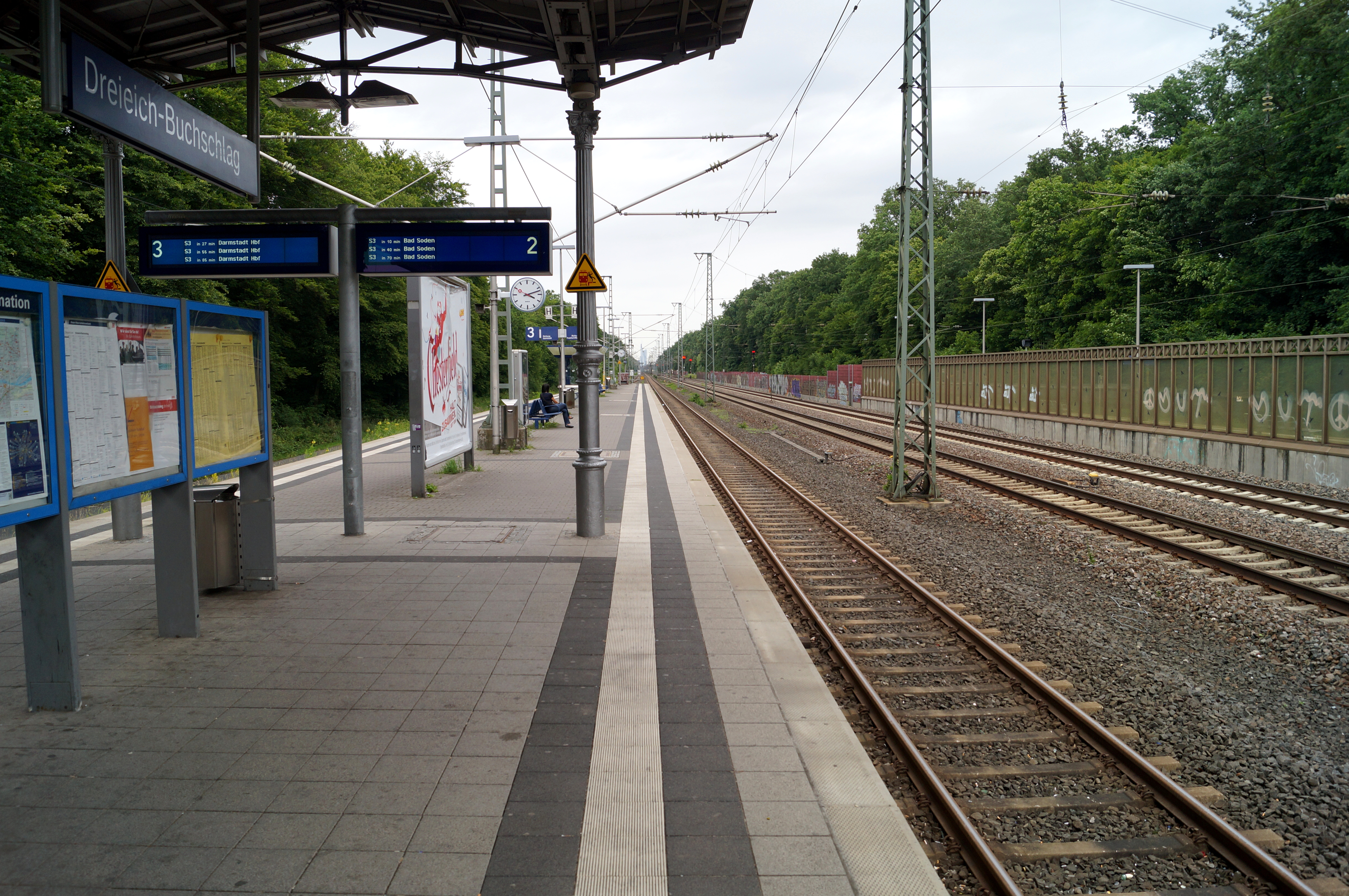
Die Bahnsteige der S-Bahn (Gleise 2 und 3)

Der Bahnhof befindet sich am westlichen Ortsrand von Buchschlag an der Strecke der Main-Neckar-Bahn, die Frankfurt über Darmstadt mit Heidelberg und Mannheim verbindet. In südliche Richtung zweigt die Dreieichbahn nach Rödermark-Ober-Roden ab.
Durch den Bahnhof führen fünf Gleise, es gibt jedoch nur an dreien Bahnsteigkanten. Die beiden anderen Gleise dienen der Durchfahrt. Für die S-Bahn gibt es einen Inselbahnsteig (Gleise 2 und 3), ebenso für die Dreieichbahn (Gleis 1). Dieser ist mit einer Schutzwand gegen die Durchfahrgleise gesichert. Der Zugang zu den Bahnsteigen erfolgt durch eine Unterführung. Sie ist barrierefrei mit Rampen und Aufzügen ausgestattet.

### Straßenseitig
Unmittelbar südlich des Empfangsgebäudes quert die Buchschlager Allee (L 3262) die fünf Gleise mit einem niveaugleichen Bahnübergang. Starker Zugverkehr führt dazu, dass die Schranken oft längere Zeit geschlossen bleiben und nur kurz geöffnet werden.
Nördlich des Bahnhofes gibt es eine Unterführung für Busse und Taxen, die so unabhängig von den Schrankenschließungen des Bahnüberganges verkehren können. Deren westseitige Zufahrt ist mit einer Schranke gegen unbefugtes Nutzen gesichert, der Friedhof und die Kläranlage auf der Westseite der Bahnstrecke können jedoch von Buchschlag aus durch die Unterführung erreicht werden.
Auf beiden Seiten des Bahnhofes gibt es Bushaltestellen. Der Wendekreis auf der Ostseite ist Bussen und Taxen vorbehalten. Auf der dem Bahnhof gegenüberliegenden Seite der Buchschlager Allee befindet sich ein Park-and-Ride-Parkplatz.

### Gebäude
Das ehemalige Empfangsgebäude des Buchschlager Bahnhofs beherbergt seit 1985 die Endstation, ein Restaurant. Am Bahnhofsgebäude befindet sich noch der Schriftzug Buchschlag-Sprendlingen.
Die Fassade des spätklassizistischen Gebäudes von 1876 besteht aus gelbem und rotem Sandstein. Das zweigeschossige Hauptgebäude ist vierachsig und traufständig. Die Mittelachse des Gebäudes wird gleisseitig durch ein Zwerchhaus betont. Es ähnelt dem nicht mehr existierenden Bahnhofsgebäude von Egelsbach. Nördlich an das Hauptgebäude schließt sich ein eingeschossiger Trakt an, in dem sich die Wartesäle befanden. Dieser Bauteil entstand später in zwei Bauphasen. Architektonisch verbunden sind die Bauteile mit einer durchgehenden Reihe von rundbogigen Türen und Fenstern im Erdgeschoss.
Die gusseisernen historischen Bahnsteigüberdachungen stammen vom aufgelassenen Darmstädter Ludwigsbahnhof. Sie wurden 1910 in Buchschlag-Sprendlingen aufgestellt.
Sowohl das Gebäude als auch die Überdachungen sind Kulturdenkmäler aufgrund des Hessischen Denkmalschutzgesetzes.

## Verkehr

### Bahnverkehr
Am Buchschlager Bahnhof hält die S-Bahn-Linie S6 der S-Bahn Rhein-Main werktags im 15-Minuten-Takt. Sonn- und feiertags besteht ein Halbstundentakt.
Die Dreieichbahn (Dreieich-Buchschlag – Rödermark-Ober-Roden – Dieburg) erschließt das Dreieicher Stadtgebiet. Samstags, sonntags und an den Abenden verkehrt die Dreieichbahn stündlich zwischen dem Frankfurter Hauptbahnhof und Dieburg mit Halt in Neu-Isenburg. Unter der Woche tagsüber verkehrt die Dreieichbahn stündlich zwischen Frankfurt und Dieburg, ohne Halt in Neu-Isenburg. Dazu kommen Verstärkerfahrten zwischen Neu-Isenburg und Ober-Roden, sodass zwischen Buchschlag und Ober-Roden ein Halbstunden-Takt entsteht.
| Linie | Verlauf | Takt | Betreiber      |
| ----- | --- | --- | -------------- |
| S6    | (Friedberg (Hess) – Bruchenbrücken – Nieder-Wöllstadt – Okarben –) Groß Karben – Dortelweil – Bad Vilbel – Bad Vilbel Süd – Frankfurt-Berkersheim – Frankfurt-Frankfurter Berg – Frankfurt-Eschersheim – Frankfurt-Ginnheim – Frankfurt (Main) West – Frankfurt am Main Messe – Frankfurt (Main) Galluswarte – Frankfurt (Main) Hbf tief – Frankfurt (Main) Taunusanlage – Frankfurt (Main) Hauptwache – Frankfurt (Main) Konstablerwache – Frankfurt (Main) Ostendstraße – Frankfurt (Main) Lokalbahnhof – Frankfurt (Main) Süd – Frankfurt (Main) Stresemannallee – Frankfurt-Louisa – Neu-Isenburg – Dreieich-Buchschlag – Langen Flugsicherung – Langen (Hess) (– Egelsbach – Erzhausen – Darmstadt-Wixhausen – Darmstadt-Arheilgen – Darmstadt Hbf) | 15 min (Groß Karben–Langen montags–freitags, Bad Vilbel–Langen samstags, Bad Vilbel–Frankfurt Süd sonn-/feiertags) 30 min (Friedberg–Groß Karben montags–freitags, Friedberg–Bad Vilbel samstags, sonn-/feiertags und Langen–Darmstadt werktags, Frankfurt Süd–Darmstadt sonn-/feiertags) | DB Regio Mitte |
| RB 61 | Dreieichbahn: Frankfurt (Main) Hbf / Frankfurt (Main) Süd (HVZ) / (Neu Isenburg –) (stündlich) Dreieich-Buchschlag – Dreieich-Sprendlingen – Dreieich-Weibelfeld – Dreieich-Dreieichenhain – Dreieich-Götzenhain – Dreieich-Offenthal – Rödermark-Urberach – Rödermark Ober-Roden – Eppertshausen – Münster (b Dieburg) – Dieburg Stand: Fahrplanwechsel Dezember 2021 | 60 min 30 min (Dreieich-Buchschlag–Ober-Roden wochentags) | DB Regio Mitte |

### Busverkehr
Am Buchschlager Bahnhof halten zwei Buslinien.
Die Dreieicher Stadtbuslinie OF-64 verbindet den Bahnhof mit Sprendlingen und dem Frankfurter Flughafen.
In den Sommermonaten (1. Mai bis September/Oktober) jeden Jahres verkehrt der Waldseebus (Linie OF-65) vom Bahnhof zum Langener Waldsee.